# Bellegem
Bellegem est une section de la ville belge de Courtrai située en Région flamande dans la province de Flandre-Occidentale. C'était une commune à part entière avant la fusion des communes de 1977.

## Géographie
Bellegem est limitrophe des localités suivantes : Courtrai (section de commune), Zwevegem (section de commune), Saint-Genois, Kooigem, Dottignies et Rollegem.
Le village se trouve à environ cinq kilomètres au sud du centre-ville de Courtrai.

## Démographie

### Évolution démographique
- Sources : INS, Rem. : 1831 jusqu'en 1970 = recensements, 1976 = nombre d'habitants au 31 décembre[3].

## Histoire
Jean Petitpas, écuyer, seigneur de Walle et Bellegem, conseiller et maître ordinaire en la Chambre des comptes à Lille, bénéficie le 10 janvier 1650 de lettres données à Madrid le faisant chevalier. Sa famille remonte à un Jean Petitpas, justicier de la cour du comte de Flandre Philippe d'Alsace au XIIe siècle. En 1600, un Charles Petitpas a été anobli par erreur, attendu qu'il était déjà noble.
Jean-Antoine Petitpas (1662-1737), chevalier, est seigneur de Walle, Belleghem au XVIIIe siècle. Fils de Jacques Petitpas, chevalier, seigneur de Walle, La Pontennerie (sur Roubaix), Les Planques, bourgeois de Lille, échevin, mayeur de Lille et d'Isabelle-Thérèse de Vos de Steenwick, il est baptisé à Lille le 19 juin 1662, devient bourgeois de Lille le 1er décembre 1702, échevin, mayeur de Lille en 1719, 1726, 1727. Il meurt le 22 juin 1737, à 75 ans. Il prend pour femme à Lille le 29 mai 1702 Isabelle Stappaert (1671-1774), fille de Jean, trésorier de France au bureau des finances de la généralité de Lille et d'Isabelle Ramery. Elle est baptisée à Lille  le 24 janvier 1671 et meurt à Lille le 22 décembre 1774, à 103 ans [sic] (???). Le couple est inhumé dans la chapelle de Saint-Nicolas de l'église Saint-Étienne de Lille.
Jean-Baptiste-Joseph Petitpas (1750-1783), petit-fils de Jean-Antoine ci-dessus, fils de Charles-Hippolyte, chevalier, seigneur de Walle, prévôt de Lannoy, ex-enseigne aux gardes wallonnes, enseigne de grenadiers, et de Jeanne-Françoise Bourdon, est baptisé à Lille le 29 octobre 1750 et meurt à Roubaix le 6 juillet 1788. Il est enterré à Belleghem. Avant de mourir, il vend le fief de la Pontennerie à Louis-Charles-Joseph de Lespaul, écuyer, seigneur de Lespierre, pour 122 500 livres tournois. Il épouse à Lille le 3 mars 1777 Ferdinande-Joséphine-Léon-Colette de Hangouart, née le 28 juin 1754, baronne d'Avelin, fille d'Antoine-Joseph-François, baron d'Avelin, et de Marie-Anne Françoise de Preudhomme d'Hailly.

## Économie
Deux brasseries sont situées sur le territoire de la localité : Bockor et Facon.

## Culture
Le village a deux cercles dramatiques, un pour adultes (De Gebroken Spiegel), l'autre pour les jeunes (Scherven).
Bellegem possède également deux harmonies : la Koninklijke Harmonie Sint-Leonardszonen et la Jeugdharmonie Fantasia (pour les jeunes) regroupée dans la Muziekvereniging Bellegem (Association musicale de Bellegem).

## Sports
Le club de football officiel de Bellegem est le White Star Bellegem.

## Personnalités nées à Bellegem
- Cyriel Van Overberghe (1912-1995), coureur cycliste professionnel ;
- Germain Derijcke (1929-1978), coureur cycliste professionnel ;
- Willy Bocklant (1941-1985), coureur cycliste professionnel.

### Lieux et monuments

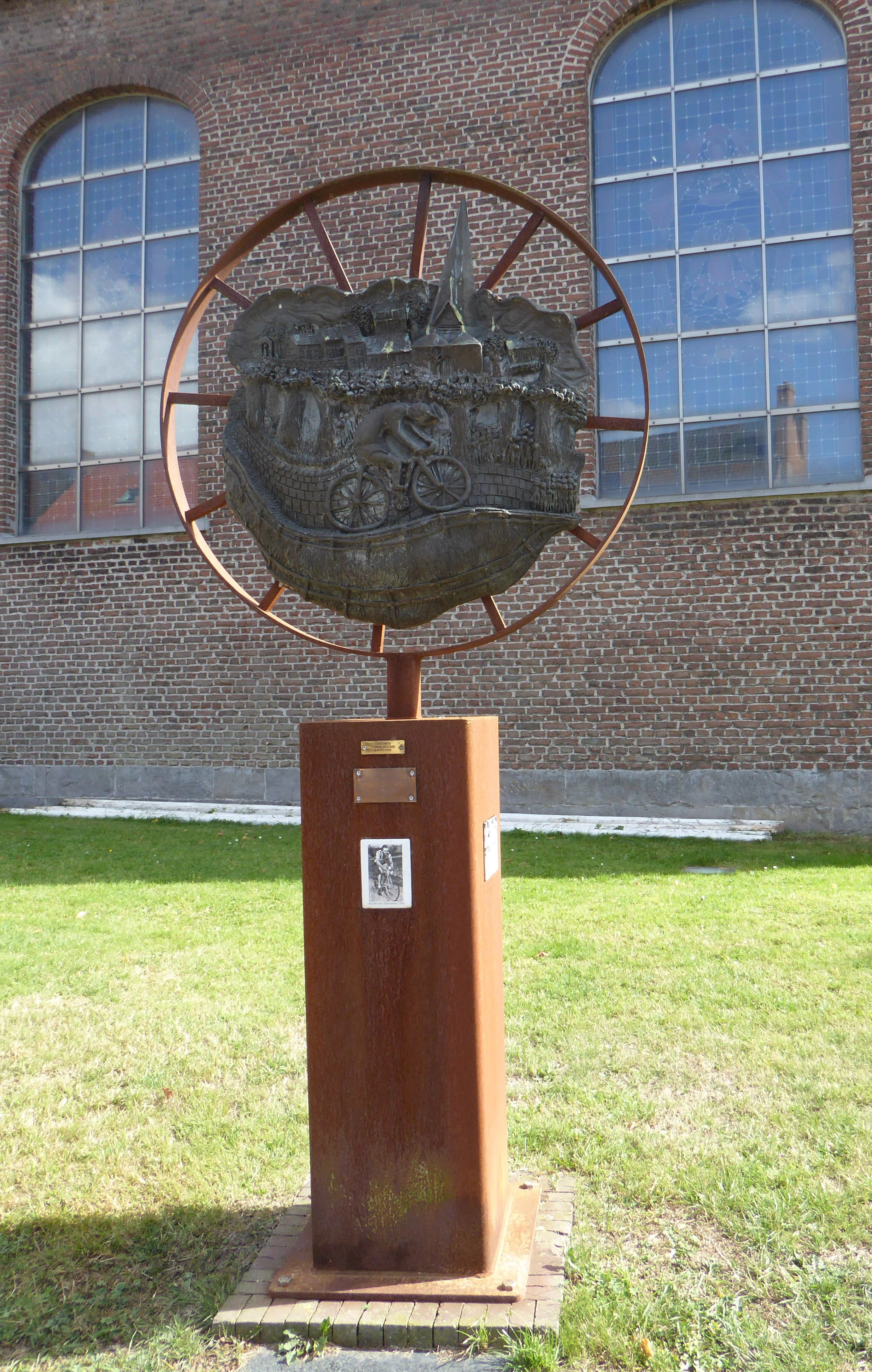
Bellegem Stèle Germain Deryck
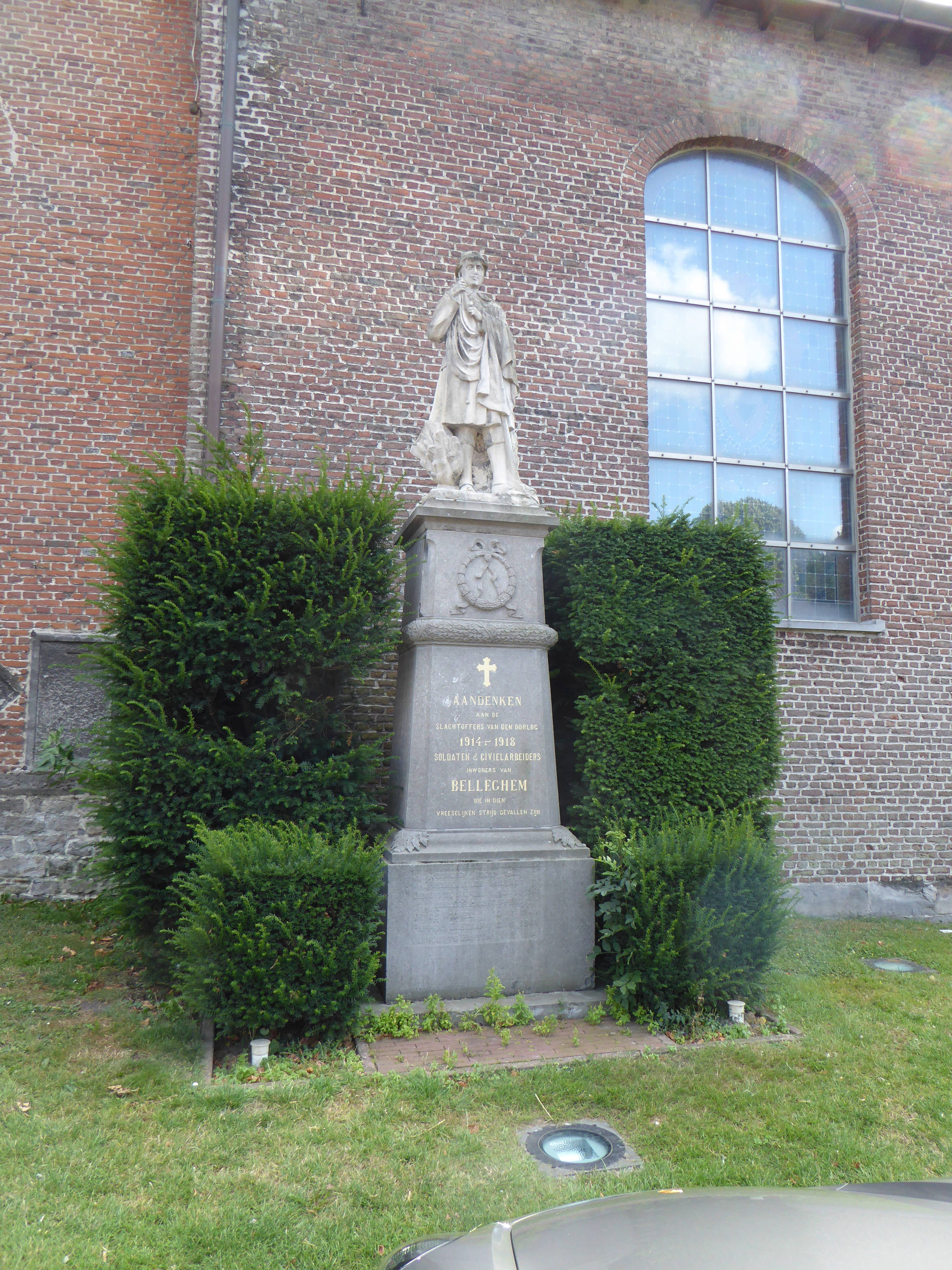
War memorial.
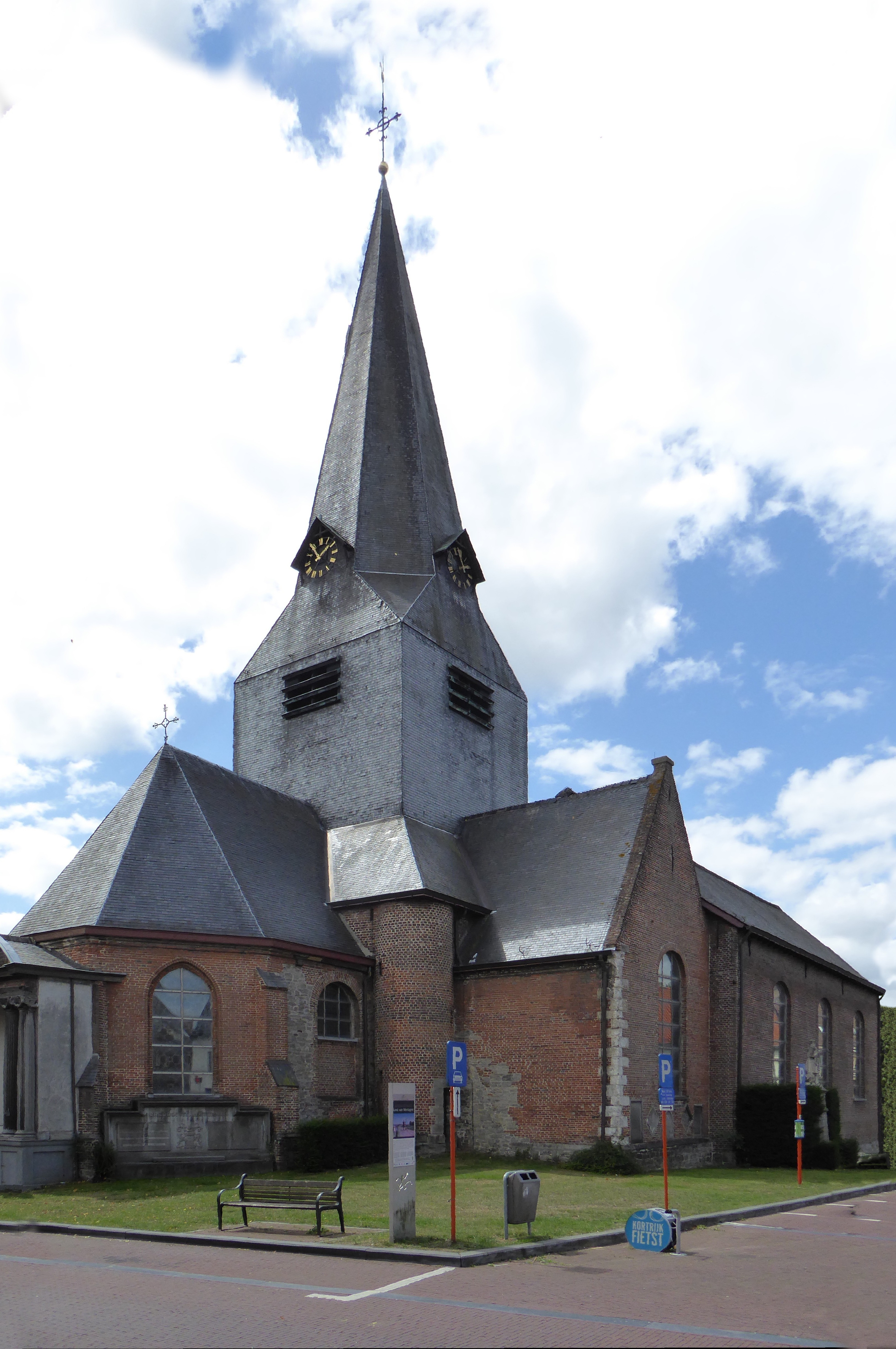
Sint-Amanduskerk.
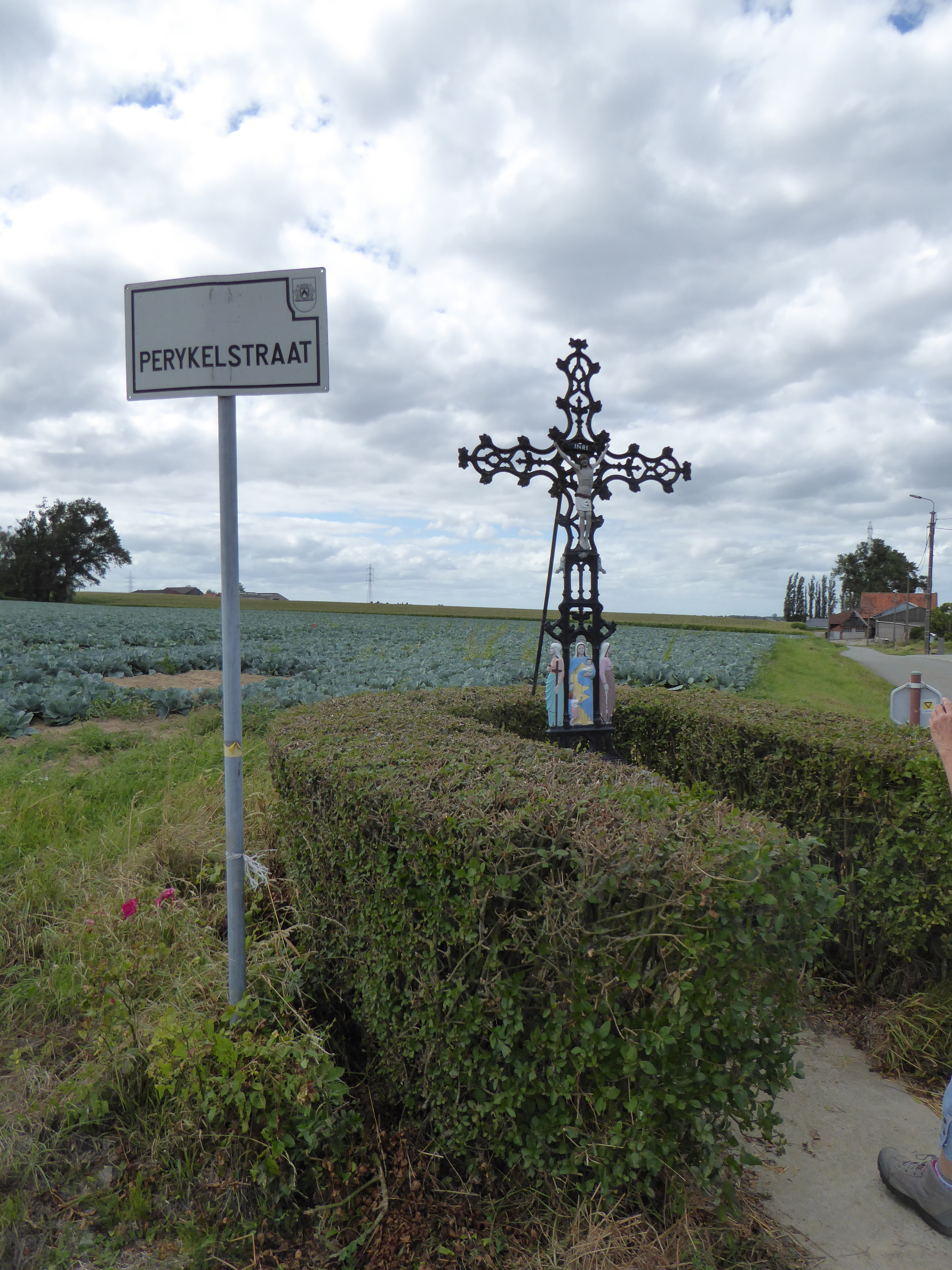
Croix sise à l'intersection de Perykelstraat et Klijthofstraat.
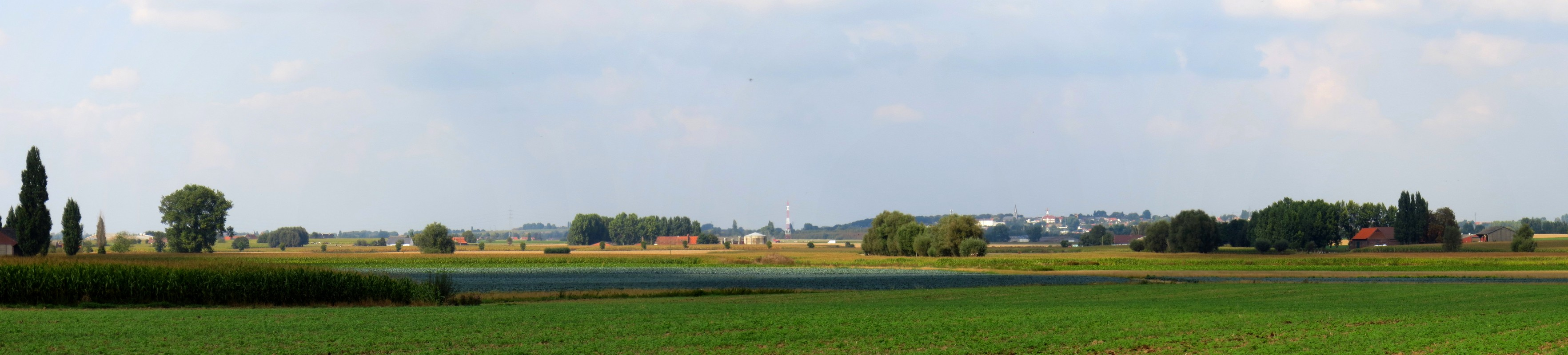
Vue panoramique de l'ancien village.